# Alice in Wonderland (Disneyland)
Alice in Wonderland (en español: Alicia en el País de las Maravillas) es una atracción ubicada en Disneyland.

## Historia
Entre los numerosos diseños no ejecutados durante las primeras etapas de desarrollo de Disneyland, abierto en 1955, se encontraba un recorrido a pie sumamente detallado inspirado en Fantasyland y basado en la película Alice in Wonderland (1951). Esta atracción habría servido para que los visitantes pudiesen contemplar en formato físico casi la totalidad de las escenas del filme, contando cada una con elementos de carácter estrafalario al estilo de las casetas de carnaval, como por ejemplo una perspectiva forzada que crease un efecto de empequeñecimiento en los pasillos de la madriguera del Conejo Blanco o plataformas que rodasen en torno a la roca de Dodo para recrear la carrera sin final. Este proyecto sería sin embargo descartado por temor a que los visitantes avanzasen lentamente y se formasen atascos, concibiéndose en su lugar un recorrido oscuro (en inglés: dark ride) como solución al inconveniente, si bien problemas tanto de tiempo como de presupuesto provocaron que el proyecto fuese aparcado y que el emplazamiento originalmente pensado para la atracción fuese destinado al Mickey Mouse Club Theatre. La idea de un dark ride sobre la película resurgiría en 1957, cuando el artista y responsable de Walt Disney Imagineering Claude Coats (director artístico del filme junto a Mary Blair) recibió el cometido de diseñar la atracción; con la ayuda de Ken Anderson, Collin Campbell y Blaine Gibson (quienes al igual que Coats trabajaron en la película), así como con la colaboración del técnico en efectos especiales Bob Gurr, la construcción del recorrido se llevó a cabo en menos de un año, siendo el mismo abierto al público el 14 de junio de 1958 en una ceremonia televisada en la que Karen Pendleton, miembro de The Mickey Mouse Club (1955-1958), cortó la cinta de inauguración vestida como el personaje de Alicia.

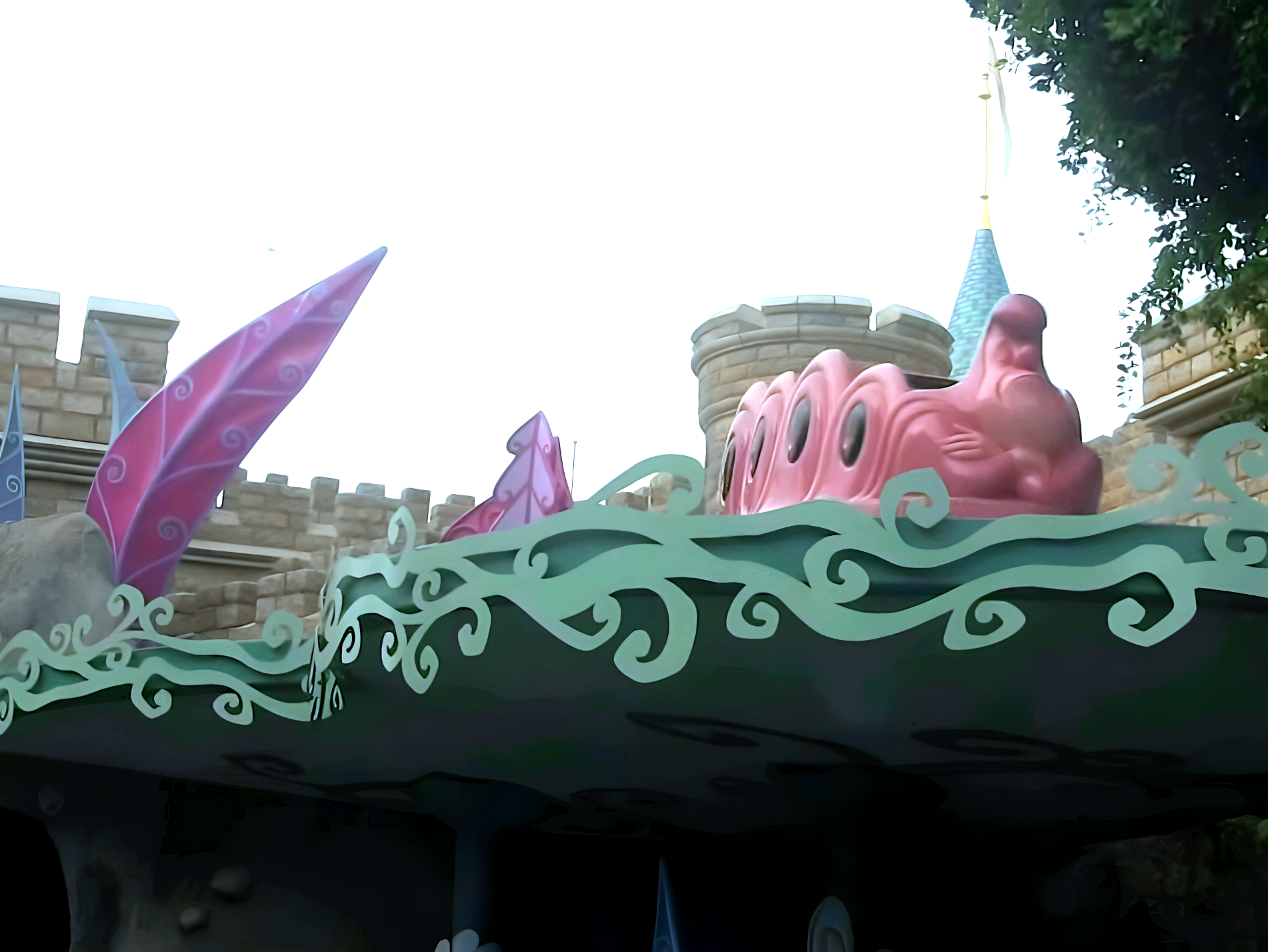
Rampa de la atracción.

La atracción difería en algunos aspectos de los tres dark rides presentes en el parque desde el día en que este abrió sus puertas (Peter Pan's Flight, Mr. Toad's Wild Ride y Snow White's Enchanted Wish); esta se hallaba restringida a un espacio de extrañas formas construido en la parte trasera del complejo que albergaba las atracciones de Peter Pan's Flight y Mr. Toad's Wild Ride, emplazamiento que convirtió a Alice in Wonderland en el primer dark ride en ocupar dos plantas, configuración que dificultaba en gran medida la instalación de una zona de embarque como las de las demás atracciones, por lo que se dispuso que el público subiese a los vehículos en una zona adyacente a un gran jardín descubierto el cual albergaba enormes enredaderas estilizadas y briznas de hierba (elaboradas en fibra de vidrio y pintadas en una gran variedad de colores pastel, destacando tonos rosa y púrpura), todo ello elevado sobre un lecho de grava multicolor con pequeños arbustos y cuatro lámparas con forma de diente de león. Suspendida en medio de este jardín había una gran rampa sinuosa diseñada para parecer una enredadera gigante; a medida que los visitantes salían de la atracción por el segundo piso, la rampa permitía que los vehículos descendiesen hasta la primera planta para regresar al área de embarque. Respecto a esta zona, Coats tenía en mente un proyecto más ambicioso que el del resto de dark rides; su intención era decorar esta área bien con una campiña inglesa semejante al jardín donde se encuentran Alicia, Diana y su institutriz, o bien con la cabaña del Conejo Blanco, donde Alicia aparecería asomando los pies por debajo al igual que en el filme, ideas que finalmente serían descartadas.
La película demostró ser idónea para su adaptación a un dark ride puesto que a lo largo del filme Alicia efectúa un recorrido lineal por muy diversos episodios sin conexión entre sí; los visitantes realizaban, al igual que la protagonista, un trayecto por escenas variadas y claramente definidas a bordo de vehículos de cinco plazas elaborados a base de fibra de vidrio los cuales discurrían por un carril. Estos vehículos, modelados para parecerse a la oruga que aparece en la película, fueron manufacturados por la empresa Arrow Development (responsable también del diseño del recorrido) y equipados con tres ruedas en vez de las cuatro típicas de estos carros con el fin de proporcionar un trayecto adecuado a la inclinación de la pista; conocidos como «coches oruga», los mismos se han convertido en todo un icono de la atracción y siguen empleándose en la actualidad. De acuerdo con Sam Gennaway: «Gurr instaló la relación de transmisión más baja que pudo usar para hacer que las orugas subieran la empinada pendiente hasta el segundo piso. Los 16 vagones circulaban a lo largo de un carril guía de 764 pies con 38 voltios. Estaban propulsados por un motor de un caballo de fuerza». Del mismo modo que en Mr. Toad's Wild Ride y Snow White's Enchanted Wish, en Alice in Wonderland los espectadores circulaban por pasillos cuadrados iluminados con fluorescentes y luces ultravioleta y decorados con paneles de contrachapado profusamente pintados representando escenarios y personajes, aunque según algunas fuentes había varias imágenes tridimensionales. Un rasgo característico de todos los dark rides originales de Fantasyland era la ausencia deliberada de figuras de los protagonistas con el fin de que los visitantes asumiesen sus papeles; esto se aplicó también a Alice in Wonderland, donde se dispusieron grabaciones de voz de Kathryn Beaumont (quien dobló a Alicia en la película) relatando cada una de las aventuras de la protagonista al inicio de cada escena, si bien dichas narraciones daban la impresión de constituir el relato de una Alicia ya madura recordando sus experiencias.
Debido a las limitaciones de carácter tecnológico de la zona, los diseñadores de la atracción se tomaron cierto número de licencias creativas con el objetivo de representar varias secuencias del filme de manera más amena y alocada, contando el recorrido con escenarios tales como una habitación invertida y una sala gigantesca, detalles que sin embargo contradecían la historia original. El reducido tamaño de las instalaciones obligó a que muchos personajes, tanto importantes como secundarios, fuesen suprimidos, mientras que algunas escenas fueron presentadas sin seguir el mismo orden cronológico que en la película (entre los personajes descartados se encontraban la Reina de Corazones, los soldados y la pista de  cróquet). Todos estos cambios provocaron que el recorrido resultase muy poco fiel al largometraje y apenas similar a la novela de Lewis Carroll, rasgo acentuado por el hecho de poseer una iconografía fuera del contexto del filme la cual hacía gala de unas formas bizarras notablemente alejadas de los diseños de Blair.

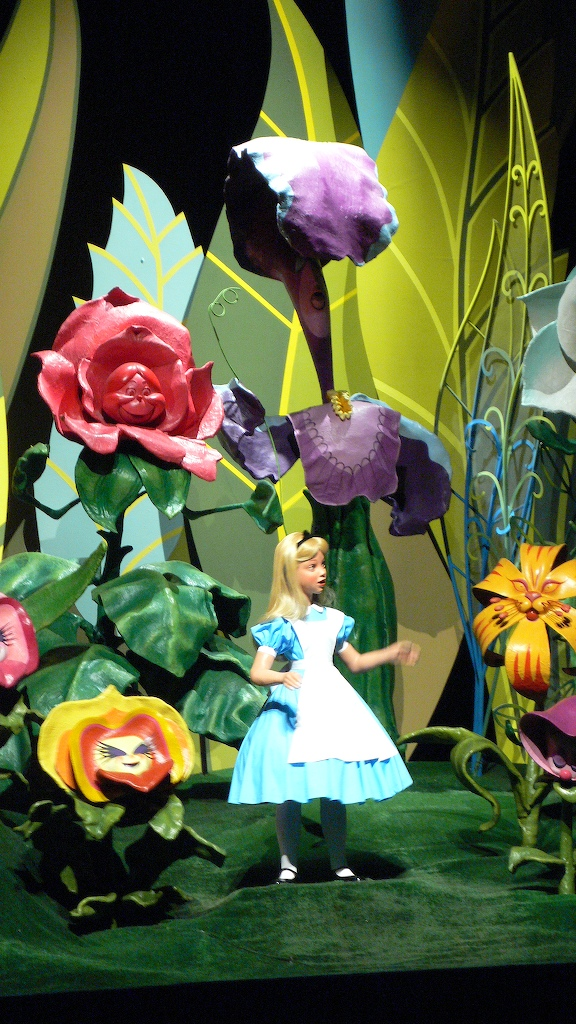
Figuras animatrónicas de Alicia y las flores en la desaparecida atracción Mickey Mouse Revue, donde también figuraban el Sombrereo Loco y la Liebre de Marzo. Réplicas de Alicia, el Sombrerero Loco, la Liebre de Marzo y las flores fueron instaladas en la atracción Alice in Wonderland con motivo de la renovación llevada a cabo en 1984, si bien el rostro y el cabello de Alicia eran diferentes (esta imagen fue añadida a última hora tras debatirse si era conveniente o no mostrar a la protagonista). No obstante, de acuerdo con David Mumford, diseñador de la atracción, las figuras empleadas fueron las mismas que las de Mickey Mouse Revue, las cuales se hallaban según él almacenadas en las instalaciones de Walt Disney World, por lo que en consecuencia no habrían sido trasladadas a Japón cuando Mickey Mouse Revue fue llevada a Tokyo Disneyland, a donde se habrían enviado meras copias. Las imágenes de Alice in Wonderland serían retiradas en 2014, conservándose la figura de Alicia en The Walt Disney Archives.

Durante los 25 años que estuvo operativa esta versión de la atracción, el recorrido no experimentó casi ningún cambio significativo. Algunos personajes fueron repintados y reformados para parecerse más a sus homólogos del filme a lo largo de las décadas de 1960 y 1970, no sufriendo la atracción prácticamente ningún otro cambio hasta su cierre en 1982 con motivo del acometimiento de una drástica reforma en el marco de una extensa reestructuración de Fantasyland, área que fue rediseñada tanto a nivel arquitectónico como en lo referente a los recorridos con el fin de actualizarlos mediante la inclusión de tecnología de vanguardia y una temática más intrincada. Pese a que el nuevo Fantasyland abrió al público en mayo de 1983, la reforma llevada a cabo en Alice in Wonderland fue tan amplia que la atracción no reabrió hasta abril de 1984. Entre los numerosos cambios efectuados durante esta reforma destacaban la eliminación de varios decorados en favor de escenas que reflejasen mejor los eventos descritos en la película, el añadido de figuras tridimensionales animadas y nuevos escenarios en sustitución de los paneles de contrachapado, y la inclusión de personajes no presentes en la anterior versión. Sumado a esto, una pequeña sección del recorrido a la derecha de la zona de embarque, anteriormente utilizada como área de mantenimiento de vehículos, fue demolida y en su lugar se instaló una nueva escena que, en consecuencia, figuraba separada del resto de la atracción, aunque conectada a la misma a través de la rampa con forma de enredadera. El recorrido fue así mismo insonorizado con el objetivo de evitar que los audios correspondientes a cada tramo penetrasen las paredes y se escuchasen en otras áreas como sucedía anteriormente, aparte de que se dispuso una banda sonora completamente original con nuevos arreglos orquestales así como nuevas voces para los personajes y nuevos diálogos, para los cuales Beaumont volvió a prestar su voz. Respecto al jardín exterior, este sufrió también una extensa reforma, con la grava, los arbustos y las coloridas esculturas en fibra de vidrio reemplazadas por parterres, arbustos cortados recreando figuras (topiaria), setos ornamentales y numerosos árboles importados, entre ellos un ficus gigante ubicado en el centro. Pese a todos estos cambios, algunas hojas y flores de fibra de vidrio fueron dejadas en su lugar, aunque en cantidades más modestas y con un tamaño reducido, mientras que la chapa de mampostería de la fachada de la atracción fue retocada mediante el añadido de elaboradas molduras y una nueva textura. A mayores, se instalaron dos cabañas: una para el Conejo Blanco (actual tienda del Sombrerero Loco) y otra para la Liebre de Marzo (hoy la cabina de operaciones de la atracción Mad Tea Party).
Esta segunda versión del recorrido permanecería inalterada durante 26 años, cerrando sin previo aviso el 15 de julio de 2010 para llevarse a cabo labores de mantenimiento en la rampa exterior, la cual violaba las regulaciones del departamento de la Administración de Seguridad y Salud Ocupacional del estado de California debido a que carecía de barandillas para los trabajadores.  La atracción reabrió sus puertas en menos de un mes, el 13 de agosto, con una plataforma de seguridad temporal equipada con raíles instalados directamente debajo de la rampa así como con una serie de lonas colgantes camufladas para parecer parte de la estilizada vegetación que recubre la mayor parte de la sección del jardín correspondiente al área de embarque. El 10 de marzo de 2014 la atracción cerraría nuevamente para ser reformada tanto por dentro como por fuera; la modificación más notoria fue la retirada de la plataforma de seguridad y las lonas junto con el ensanchamiento de la rampa y el añadido de ornamentadas barandillas permanentes a lo largo del extremo izquierdo. En lo tocante al interior, la reforma llevada a cabo se tradujo en la reelaboración de las bromas presentes en varias escenas, la inclusión de nuevas animaciones proyectadas holográficamente, y el añadido de dos figuras animadas de Alicia. La reapertura tuvo lugar el 4 de julio de 2014, permaneciendo la atracción inalterada hasta 2023, año en que fue sometida a una reforma que apenas produjo cambios significativos: el cierre se efectuó el 5 de junio y la reapertura el 16 del mismo mes, si bien el recorrido volvió a clausurarse el 5 de julio para un segundo reacondicionamiento (en el cual se retocó la roca sobre la que aparece el Gato de Cheshire en el exterior de la atracción), produciéndose la reapertura definitiva el 21 de julio.

## Descripción

### Versión de 1958
Tras subir al vehículo, los visitantes atravesaban enormes enredaderas y dientes de león esculpidos que decoraban el jardín de grava antes de acceder a la gris y cavernosa madriguera del Conejo Blanco, tras lo cual el recorrido se sumía en la oscuridad. Al poco rato la voz de Beaumont se podía escuchar de fondo diciendo: «My adventures in Wonderland began when I followed the White Rabbit down the rabbit hole. All of a sudden, I fell! Down, down…» («Mis aventuras en el País de las Maravillas comenzaron cuando seguí al Conejo Blanco a la madriguera. De repente, ¡me caí! Abajo, abajo…»). La luz volvía de pronto una vez el público cruzaba una serie de puertas de color negro rumbo al siguiente tramo de la atracción: la habitación al revés. Esta espaciosa sala, iluminada con luz negra y ambientada en la casa del Conejo Blanco, se hallaba decorada con numerosos y estilizados muebles colocados al revés y suspendidos del techo, el cual se cubría con tablillas de madera pintadas y alfombras también pintadas para dar la sensación de que era el suelo. En esta sección del recorrido los espectadores podían ver su propio reflejo verticalmente invertido en un espejo circular situado en una cómoda suspendida del techo al igual que los demás muebles mientras se oía de nuevo la voz de Beaumont: «The next thing I knew, I was in the Upside-Down Room, with the floor where the ceiling should be» («Lo siguiente que supe era que estaba en la habitación al revés, con el suelo donde debería estar el techo»). Tras pasar por debajo de varias mesas y sillas de muy variados diseños, así como por debajo de jarrones de flores, librerías, retratos de la familia del Conejo Blanco, lámparas de gas e incluso una pecera, el Conejo Blanco empezaba a cantar «I'm Late» antes de atravesar boca abajo una puerta situada en un extremo de la sala al tiempo que sujetaba una trompeta. El carro efectuaba entonces un brusco giro en la dirección opuesta y proseguía hasta una gran chimenea (idéntica a la que aparece en la escena en la que Alicia desciende por la madriguera), con llamas simuladas mediante telas parpadeantes y equipada con una tetera colgada del revés.
Una vez fuera de la habitación invertida, la cual los espectadores abandonaban a través del muro ubicado a la izquierda de la chimenea, el público se encontraba en la habitación gigante, referida en el póster original de la atracción como «Through the Key Hole» («A través del Ojo de la Cerradura»), una sala de casi cinco metros de alto dentro de las profundidades de la madriguera, siendo esta la zona donde en el filme Alicia tiene su primer encuentro con el picaporte parlante. Esta área difería en gran medida de la película ya que aunque la ilusión óptica de empequeñecimiento se lograba mantener con el empleo de muebles y enseres de grandes dimensiones, no había ninguna mesa de cristal como sí hay en el largometraje; en su lugar se podía ver un enorme panel con una representación del Gato de Cheshire posado sobre un gran escabel. Tan pronto el vehículo entraba en la habitación gigante, se volvía a escuchar la voz de Beaumont, esta vez con un tono de alarma: «I was getting smaller, and smaller, and smaller!» («¡Me estaba haciendo más pequeña, y más pequeña, y más pequeña!»). Los espectadores se dirigían entonces hacia el escabel (a cuya izquierda se encontraba un imponente sillón de más de cuatro metros y, en la parte posterior, una enorme mesa sobre la que habían una tetera y una taza de té) al tiempo que el Gato de Cheshire se reía de forma incesante; como sus pupilas estaban curvadas hacia afuera (convexas) en las escleróticas, las cuales se hallaban sutilmente empotradas, sus ojos parecían mirar fijamente a los espectadores cuando estos pasaban por debajo de él. En la parte inferior del escabel, el vehículo se desviaba de forma repentina y un panel de menor tamaño mostraba una vez más al gato, boca abajo y exhibiendo una gran sonrisa mientras se balanceaba desde la parte superior del escabel, con sus ojos amarillos aún en movimiento siguiendo a los visitantes, quienes acto seguido avanzaban hacia el enorme picaporte de latón, cuya placa abarcaba toda la pared trasera de la sala; este miraba al público antes de que el carro se introdujese en su boca (el ojo de la cerradura) rumbo al siguiente tramo de la atracción: el jardín de las flores.
Nuevamente se escuchaba la voz de Beaumont: «And then, I found myself in a beautiful garden of live flowers» («Y entonces, me encontré en un precioso jardín de flores vivientes»). Los espectadores atravesaban en ese momento una superficie frondosa similar a una enredadera que embellecía el trayecto del vehículo; en este tramo una gran cantidad de enormes flores antropomórficas (rosas, lirios, narcisos, pensamientos, etc.) se balanceaban suavemente al son de la canción «All in the Golden Afternoon». Alrededor destacaban grandes y estilizadas hojas y briznas de hierba en tonos verdes y turquesas apoyadas sobre fondos abstractos teñidos de color oro; en esta misma sección del recorrido comenzaba un largo y gradual ascenso hasta la segunda planta de la atracción. A medida que el vehículo se aproximaba al final del jardín, un diente de león salía disparado hacia arriba de su escondite tras el borde de la enredadera y rugía a los espectadores, quienes acto seguido giraban a la derecha y atravesaban un grupo de puertas camufladas entre el follaje rumbo al bosque Tulgey, momento en que se podían ver docenas de ojos llameantes detrás de los árboles y se oía otra vez la voz de Beaumont: «Ooh! The Tulgey Wood... It certainly was brillig» («¡Oh! El bosque Tulgey... fue ciertamente brillante»).
La versión original de este tramo era mucho más oscura que la de 1984 y consistía en una sucesión de enormes ramas y hojas dispuestas en un entorno a oscuras. Cada uno de los animales y plantas presentes en esta zona poseía dimensiones gigantescas con el fin de proseguir con la ilusión de empequeñecimiento, lo cual no concordaba con la película puesto que en el filme Alicia vuelve a su tamaño normal mucho antes de adentrarse en el bosque Tulgey. De fondo aunque sin resultar visible se podía escuchar al Gato de Cheshire, doblado por Sterling Holloway, cantando a capela «Twas Brillig» (primera estrofa de Jabberwocky) al igual que en el largometraje; en primer lugar el público se acercaba a diez pares de brillantes ojos rojos que miraban desde la oscuridad, siguiendo las pupilas a cada vehículo a medida que estos se desviaban del camino en un rápida curva cerrada. Tras esto los espectadores proseguían en dirección a un búho, el cual expandía y contraía su cuello, consistente en un fuelle a imagen y semejanza de un acordeón; este búho se hallaba junto a un cartel gigante con las palabras «TULGEY WOOD» («BOSQUE TULGEY») escritas en él, destacando en la parte superior un lechuzón de anteojos. Más adelante se encontraban un pájaro con forma de jaula (dentro de la jaula había dos crías de ave revoloteando las cuales se mantuvieron hasta la reforma de 1984), un buitre con forma de paraguas, varios patos con cuernos que tocaban bocinas y un par de pájaros cerca de otro gran letrero de madera con las palabras «Mad Hatter» («Sombrerero Loco»). En este punto se alcanzaba la parte más elevada de la atracción y los visitantes atravesaban otro conjunto de puertas camufladas rumbo al último tramo del recorrido.
De nuevo se oía la voz de Beaumont: «Suddenly I was on a table, at the stupidest tea party I've ever been to in all my life!» («De repente estaba en una mesa, ¡en la fiesta más estúpida en la que he estado en toda mi vida!»). El vehículo se adentraba entonces en la escena de la fiesta del té, donde de fondo se podía escuchar la canción «The Unbirthday Song» además de hallarse un letrero de madera señalando a la derecha con las palabras «Tea Party» («Fiesta del Té»). Al igual que en la sección del bosque Tulgey, la fiesta del té albergaba proporciones descomunales, con los espectadores literalmente sobre la inmensa mesa tal y como sugería la voz de Beaumont. El muro de la derecha estaba pintado con respaldos de sillas apoyados contra el muro verde que rodeaba la zona, mientras que a la izquierda destacaba una gigantesca tetera plana en mitad de la mesa así como una imponente pila de cuatro tazas de té en tres dimensiones (cada una con su propio plato) girando de manera inestable. A medida que el carro avanzaba entre la vajilla hacia el borde de la mesa, varias tazas que bloqueaban el camino se apartaban, hallándose al fondo el Sombrerero Loco y la Liebre de Marzo (doblados por Ed Wynn y Jerry Colonna), ambos representados como planos de dimensiones desproporcionadas y con expresiones enloquecidas. Frente a un mural en perspectiva forzada que ofrecía una vista de un camino de piedra con linternas de papel colgantes el cual llevaba a un bosque lejano, el Sombrerero Loco y la Liebre de Marzo aparecían de repente gritando: «Move down! Move down! Move down!» («¡Muévete hacia abajo! ¡Muévete hacia abajo! ¡Muévete hacia abajo!»), todo ello al tiempo que el público rodeaba la animada torre de tazas y se dirigía rumbo al otro lado de la mesa. Por último, el lirón emergía de un gran tarro de azúcar plano y comentaba somnoliento «very very rude indeed…» («muy muy grosera de hecho…») antes de que los visitantes atravesaran una tetera y se precipitasen a una sala a oscuras.
Inmediatamente después los espectadores eran sorprendidos por un potente sonido de platillos y una serie de paneles pintados con explosiones iluminadas con luces estroboscópicas (detalle presente también hasta 1994 en la atracción de Walt Disney World Snow White's Scary Adventures). Junto con los sonidos de cristales rompiéndose y otros ruidos, se podían escuchar gritos de Beaumont y, después, su última frase: «Oh dear! How do I get out? Oh, I've lost my way!» («¡Oh querida! ¿Cómo salgo? ¡Oh, me he perdido!»). Acto seguido el vehículo atravesaba una serie de brillantes y confusas señales pintadas de intensos colores (más o menos las mismas que se ven en la película justo antes de la primera aparición del Gato de Cheshire), donde se podía leer «Yonder» («Allá»), «Go Back» («Regresa») y «This Way Out» («Esta Salida») entre otras indicaciones inútiles. Por un breve espacio de tiempo todo quedaba en silencio para después cruzar el vehículo un total de tres puertas de madera, una detrás de otra y cada una más pequeña que la anterior, escuchándose cada vez que se atravesaba una un alarido de Goofy (doblado por Pinto Colvig), cada uno más agudo que el precedente. Finalmente, la cuarta y última puerta, pintada por completo de negro a excepción del ojo de la cerradura, de estilo minimalista y ubicado en el centro, se abría con un grito diferente a los anteriores y especialmente extravagante a medida que el carro abandonaba el recorrido (este último alarido, procedente del cortometraje de 1951 Hello Aloha, sigue empleándose actualmente en el mismo punto de la atracción). El público descendía entonces por la sinuosa rampa con forma de enredadera del jardín hasta un pavimento gris y posteriormente giraba rumbo a la zona de desembarque.

### Versión de 2021

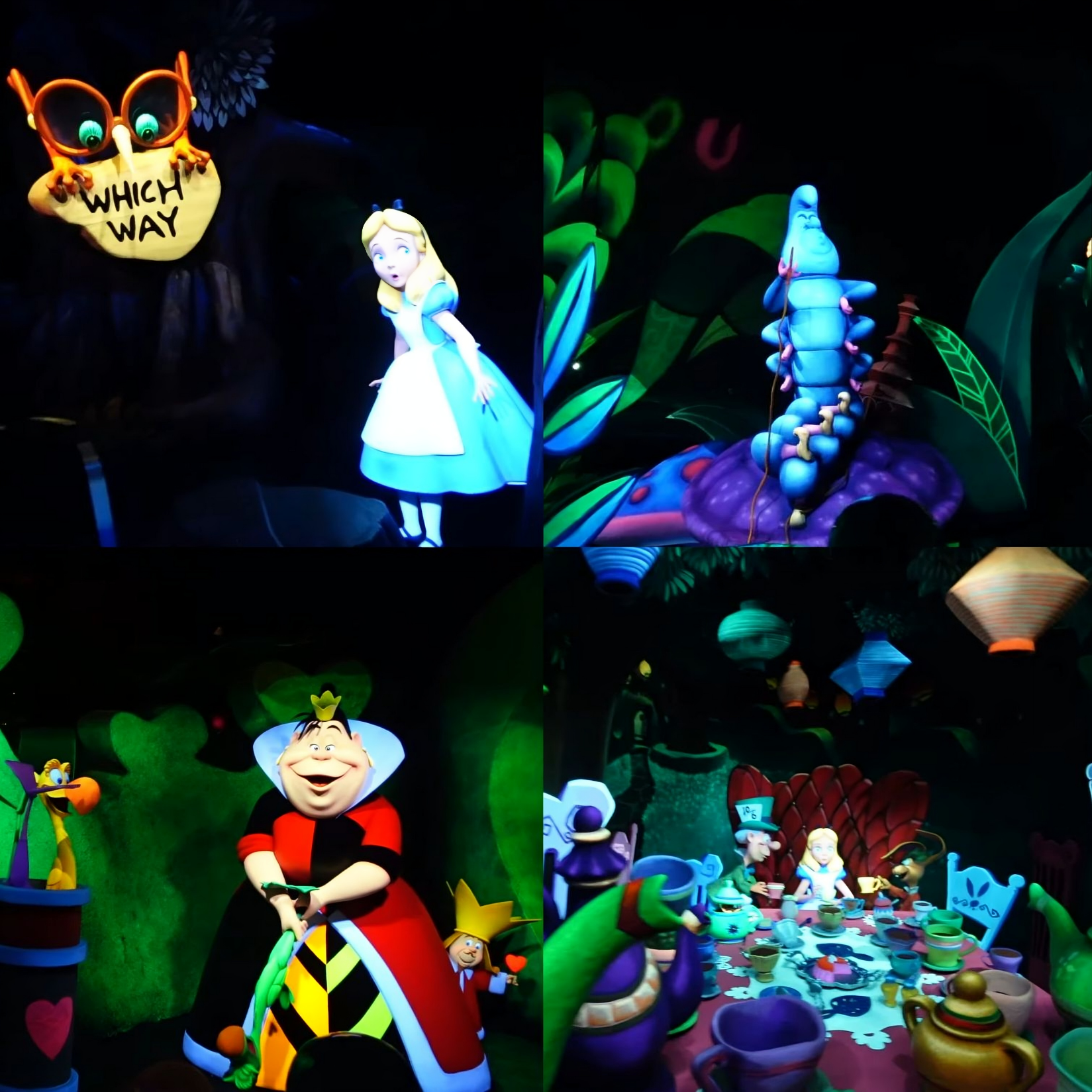
Figuras de Alicia, la oruga, la Reina de Corazones, el Sombrerero Loco y la Liebre de Marzo.

En esta versión, muy similar a la de 1984 y prácticamente idéntica a la de 2014, los vehículos se introducen igualmente en la madriguera al inicio del recorrido, pudiendo apreciarse muebles, cuadros y jarrones a medida que los visitantes avanzan por el túnel. Una vez que el carro atraviesa el picaporte, de menor tamaño que el original, se puede contemplar una proyección en la que aparece la escena de la película correspondiente al momento en que Alicia persigue al Conejo Blanco antes de introducirse en la madriguera. Tras esto el público pasa frente a Tweedledee y Tweedledum y se encuentra con el Conejo Blanco quejándose de lo tarde que es. De inmediato los visitantes cruzan el jardín de las flores y se escucha «All in the Golden Afternoon», pasando el vehículo acto seguido junto a la oruga, quien aparece fumando una pipa sobre la que figuran letras humeantes al tiempo que pregunta «who are you?» («¿quién eres?»), momento en que el diente de león y un lirio de tigre rugen creyendo que tanto Alicia como el público son malas hierbas (al igual que en las versiones de 1958 y 1984, el diente de león salta hacia arriba desde su escondite).
El siguiente tramo de la atracción corresponde al bosque Tulgey, donde Alicia ve por primera vez al Gato de Cheshire, encontrándose también con un pájaro-lápiz así como con el búho-acordeón, el pájaro-jaula y un par de pájaros-martillo clavando carteles en un árbol. Los visitantes acceden inmediatamente después al laberinto y cruzan un área donde varias cartas de la baraja francesa se encuentran pintando rosas blancas de color rojo mientras salpican de pintura los arbustos adyacentes. El Conejo Blanco aparece nuevamente para anunciar la llegada de la Reina de Corazones y el rey (doblados respectivamente por Linda Gary y Tony Pope, quien también prestó su voz al Gato de Cheshire); la reina, quien figura tras un arco compuesto por cuatro cartas, aparece jugando al cróquet usando un flamenco como mazo y un erizo como bola, con el rey tras ella lanzando la siguiente advertencia a los visitantes: «Rule 42: The Queen always wins» («Regla 42: la reina siempre gana»), tras lo cual una proyección muestra al erizo girando por el césped hasta chocar contra un rosal. Acto seguido el carro entra en una sala ambientada en el juzgado, donde la reina exige furiosa que se le corte la cabeza a los espectadores, quienes huyen perseguidos por un ejército de cartas cruzando una puerta flanqueada por las proyecciones de dos naipes en posición de ataque que de inmediato saltan despavoridos. El vehículo abandona en este punto la segunda planta de la atracción y desciende por la sinuosa enredadera gigante rumbo al último tramo del recorrido: la fiesta del té. Aquí el Sombrerero Loco y la Liebre de Marzo cantan «A Very Merry UnBirthday» mientras Alicia confiesa que es su no cumpleaños. Por último, el Conejo Blanco aparece agachándose mientras un pastel gigante con un cartucho de dinamita como vela explota, momento en que el carro abandona el área y se dirige a la zona de desembarque.

### Vehículos

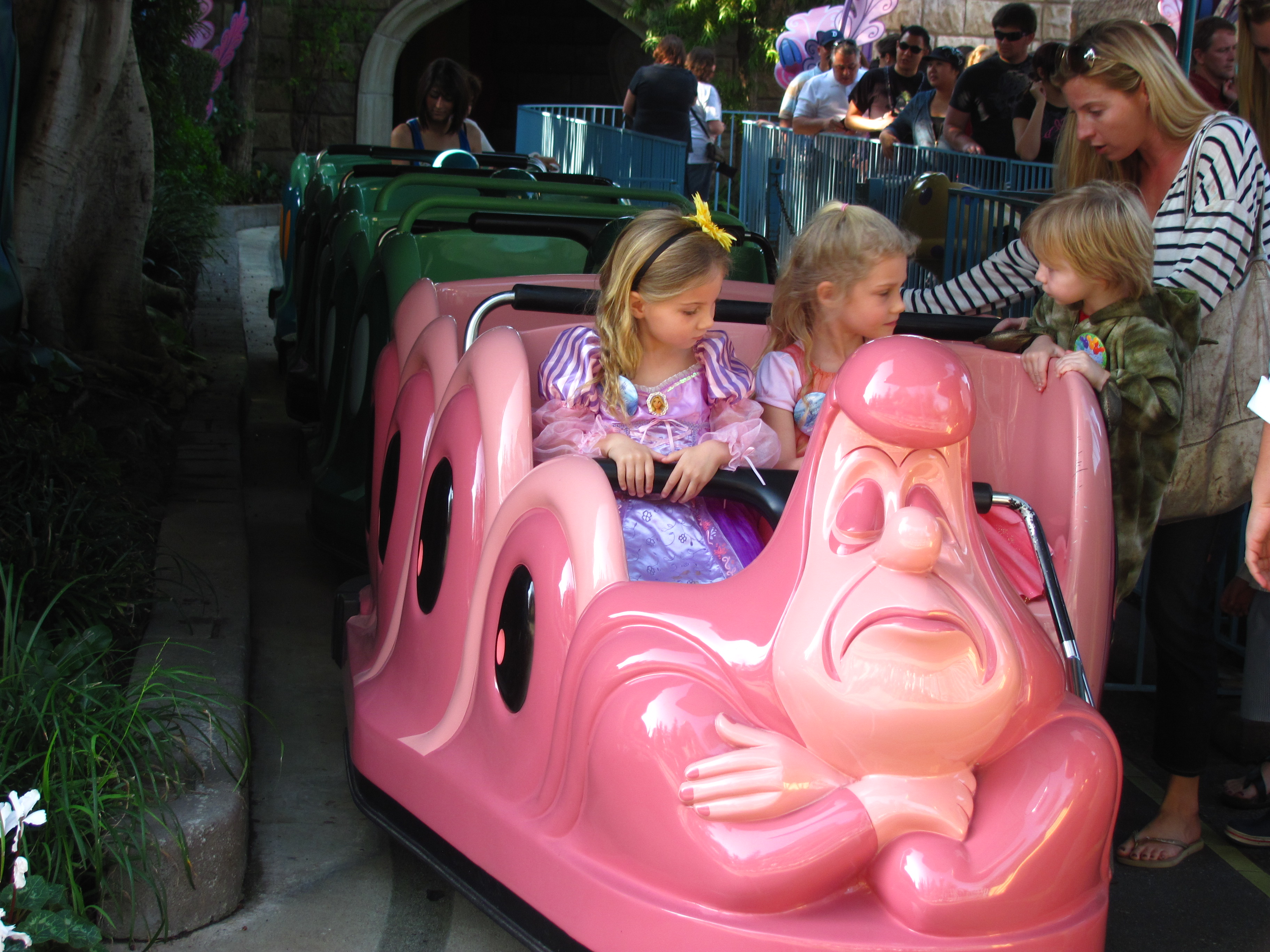
Uno de los «coches oruga» de la atracción.

Antes de que hiciesen acto de presencia los conocidos como «coches oruga», Coats propuso un vehículo realizado con varias cartas-soldado como las de la película, con la carta de la parte frontal exhibiendo una expresión similar a la presente en los carros actuales; Walt Disney rechazó esta idea y propuso en su lugar los «coches oruga». Tras el fin del diseño de los vehículos, Coats fue informado por el departamento legal de Disney de la necesidad de solicitar una patente; Coats replicó que la patente pertenecía a Walt puesto que el diseño era obra suya, si bien el departamento insistió en que el responsable último del aspecto de los vehículos era el propio Coats ya que el dibujo del carro era de su autoría. Coats solicitó finalmente la patente el 8 de mayo de 1959 y la misma fue aprobada por la Oficina de Patentes y Marcas Registradas de los Estados Unidos el 12 de enero de 1960 (esta patente fue designada con el número 187 036 y se concedió por un periodo de catorce años). Pocos días después de la aprobación de la patente, el equipo legal de la empresa volvió a ponerse en contacto con Coats y le pidió que le vendiese la patente por $10, a lo que Coats accedió, pese a lo cual su hijo Alan sigue a día de hoy en posesión del documento relativo a la patente original.